# Edificio Mandela Rhodes
L'Edificio Mandela Rhodes (in inglese: Mandela Rhodes Building) è uno storico edificio di Città del Capo in Sudafrica.

## Storia
L'edificio venne eretto nel 1903 secondo il progetto del celebre architetto Herbert Baker per ospitare la sede dell'appena istituita società mineraria De Beers. Il palazzo era allora conosciuto come Rhodes House, in onore di Cecil John Rhodes.
Nel 2003 venne donato da Nicky Oppenheimer, presidente della De Beers, alla Fondazione Mandela Rhodes, della quale l'immobile divenne la sede assumendo il nome odierno.

## Descrizione
Il palazzo occupa un lotto d'angolo nel centro di Città del Capo all'incrocio tra il St George's Mall e la Wale Street nei pressi della cattedrale di San Giorgio. Presenta uno stile revivalista caratterizzato dalla presenza di elementi architettonici derivati dalla tipica architettura coloniale olandese del Capo. Il rivestimento è realizzato in pietra granitica estratta dalla montagna della Tavola.